# Clásico de las colectividades
La tradicional rivalidad deportiva que mantienen los clubes Deportivo Español y Sportivo Italiano se denomina como el "Clásico de las Colectividades". Este enfrentamiento tiene como característica que une a las dos colectividades más fuertes de Argentina, la española y la italiana, en un duelo de fútbol disputado fuertemente en el ascenso argentino. El primer encuentro fue hace 62 años, el 23 de marzo de 1963, con empate 2-2 en cancha de Ferro Carril Oeste.
En la máxima categoría del fútbol argentino solo se enfrentaron en dos oportunidades, durante el Campeonato 1986/87, ganando ambos cotejos el equipo "Gallego" por 1-0.

## Historia
Este clásico tiene la particularidad por ser el único en el fútbol argentino que tiene como protagonistas a dos clubes con una idiosincrasia vinculada a los dos países extranjeros más influyentes de la República Argentina y sus respectivas raíces culturales.
En 1984 Español logró su segundo ascenso a Primera División tras vencer a Defensores de Belgrano por 3-1 en condición de visitante y al mismo tiempo se consagró campeón de la divisional. La fecha siguiente, la que curiosamente era como local, recibió a Italiano en lo que sería la fiesta del campeón y la vuelta olímpica con su gente. El clásico se lo llevó Español por 1-0 pero el encuentro debió ser terminado antes de los 90 minutos por algunos incidentes.
En la temporada 2010/11 de la Primera B Metropolitana se dio una situación singular, Español debía ganarle a Italiano para no descender en esa tarde y prolongar su agonía una fecha más, con el fin de evitar que la desgracia deportiva se efectúe ante su eterno rival pero finalmente el encuentro terminó empatado sin goles y perdió la categoría en un clásico que culminó con incidentes.
En un clásico ante Italiano matizado por incidentes, empató 0-0 como local y perdió la categoría.9 de mayo de 2011, 442.perfil.com

## Tabla comparativa
Actualizado hasta febrero de 2024
| Observaciones       |                                                                     |                        |
| ------------------- | ------------------------------------------------------------------- | ---------------------- |
| Nombre completo     | Club Social, Deportivo y Cultural Español de la República Argentina | Club Sportivo Italiano |
| Fecha de fundación  | 12 de octubre de 1956                                               | 7 de mayo de 1955      |
| Apodo               | Gallego                                                             | Tano                   |
| Temporadas          |                                                                     |                        |
| Total en AFA        | 70                                                                  | 66                     |
| en Primera División | 15                                                                  | 1                      |
| en Segunda División | 19                                                                  | 29                     |
| en Tercera División | 25                                                                  | 25                     |
| en Cuarta División  | 11                                                                  | 11                     |
| Títulos             |                                                                     |                        |
| Total en AFA        | 5                                                                   | 6                      |
| en Segunda División | 1                                                                   | 0                      |
| en Tercera División | 3                                                                   | 4                      |
| en Cuarta División  | 1                                                                   | 2                      |
| Ascensos            |                                                                     |                        |
| Total en AFA        | 7                                                                   | 8                      |
| a Primera División  | 2                                                                   | 1                      |
| a Segunda División  | 3                                                                   | 4                      |
| a Tercera División  | 2                                                                   | 3                      |

## Historial
- Primer partido: 23 de marzo de 1963 (Italiano 2-2 Español).

- Último encuentro: 9 de septiembre de 2023 (Italiano 2-0 Español).[7]

| Competición             | Partidos | Victorias ESP | Victorias ITA | Empates | Goles ESP | Goles ITA |
| ----------------------- | -------- | ------------- | ------------- | ------- | --------- | --------- |
| Primera División        | 2        | 2             | 0             | 0       | 2         | 0         |
| Primera B               | 18       | 5             | 7             | 6       | 25        | 25        |
| Primera B Metropolitana | 22       | 5             | 8             | 9       | 28        | 32        |
| Primera C (3.ª)         | 4        | 1             | 2             | 1       | 3         | 8         |
| Primera C (4.ª)         | 11       | 5             | 3             | 3       | 10        | 7         |
| Total                   | 57       | 18            | 20            | 19      | 68        | 72        |

## Partidos oficiales
Resultados registrados en todos los torneos oficiales de AFA.
| #  | Torneo                          | Ronda   | Estadio                                                                                        | Local                                                                                          | Resultado                                                                                      | Visitante                                                                                      | Goles (L)                                                                                      | Goles (V)                                                                                      |
| -- | ------------------------------- | ------- | ---------------------------------------------------------------------------------------------- | ---------------------------------------------------------------------------------------------- | ---------------------------------------------------------------------------------------------- | ---------------------------------------------------------------------------------------------- | ---------------------------------------------------------------------------------------------- | ---------------------------------------------------------------------------------------------- |
| 1  | Primera B 1963                  | 2       | Ferro Carril Oeste                                                                             | Italiano                                                                                       | 2-2                                                                                            | Español                                                                                        | Francisco Pannucci; Juan Vigo (e/c)                                                            | Ricardo Mallo (2)                                                                              |
| 2  | Primera B 1963                  | 19      | Huracán                                                                                        | Español                                                                                        | 0-0                                                                                            | Italiano                                                                                       |                                                                                                |                                                                                                |
| 3  | Primera B 1964                  | ZC 2    | Ferro Carril Oeste                                                                             | Español                                                                                        | 2-2                                                                                            | Italiano                                                                                       | ?                                                                                              | ?                                                                                              |
| 4  | Primera B 1965                  | 17      | ?                                                                                              | Español                                                                                        | 1-0                                                                                            | Italiano                                                                                       | ?                                                                                              |                                                                                                |
| 5  | Primera B 1965                  | 40      | ?                                                                                              | Italiano                                                                                       | 0-0                                                                                            | Español                                                                                        |                                                                                                |                                                                                                |
| 6  | Primera B 1966                  | 20      | ?                                                                                              | Italiano                                                                                       | 0-0                                                                                            | Español                                                                                        |                                                                                                |                                                                                                |
| 7  | Primera B 1966                  | 41      | ?                                                                                              | Español                                                                                        | 3-2                                                                                            | Italiano                                                                                       | ?                                                                                              | ?                                                                                              |
| 8  | Primera B 1968                  | 19      | ?                                                                                              | Español                                                                                        | 1-2                                                                                            | Italiano                                                                                       | ?                                                                                              | ?                                                                                              |
| 9  | Primera C 1973                  | 16      | Ant. San Lorenzo de Almagro                                                                    | Español                                                                                        | 1-1                                                                                            | Italiano                                                                                       | Deluchi                                                                                        | Blanco                                                                                         |
| 10 | Primera C 1973                  | 35      | Argentinos Juniors                                                                             | Italiano                                                                                       | 0-1                                                                                            | Español                                                                                        |                                                                                                | Amaolo                                                                                         |
| 11 | Primera C 1974                  | 2       | Tigre                                                                                          | Italiano                                                                                       | 4-1                                                                                            | Español                                                                                        | ?                                                                                              | ?                                                                                              |
| 12 | Primera C 1974                  | 21      | Huracán                                                                                        | Español                                                                                        | 0-3                                                                                            | Italiano                                                                                       |                                                                                                | ?                                                                                              |
| 13 | Primera B 1980                  | 9       | ?                                                                                              | Español                                                                                        | 2-3                                                                                            | Italiano                                                                                       | ?                                                                                              | ?                                                                                              |
| 14 | Primera B 1980                  | 28      | ?                                                                                              | Italiano                                                                                       | 5-2                                                                                            | Español                                                                                        | ?                                                                                              | ?                                                                                              |
| 15 | Primera B 1981                  | 8       | ?                                                                                              | Italiano                                                                                       | 0-3                                                                                            | Español                                                                                        |                                                                                                | ?                                                                                              |
| 16 | Primera B 1981                  | 29      | ?                                                                                              | Español                                                                                        | 0-1                                                                                            | Italiano                                                                                       |                                                                                                | ?                                                                                              |
| 17 | Primera B 1982                  | 16      | ?                                                                                              | Italiano                                                                                       | 3-2                                                                                            | Español                                                                                        | ?                                                                                              | ?                                                                                              |
| 18 | Primera B 1982                  | 37      | ?                                                                                              | Español                                                                                        | 0-1                                                                                            | Italiano                                                                                       |                                                                                                | ?                                                                                              |
| 19 | Primera B 1983                  | 13      | ?                                                                                              | Español                                                                                        | 1-2                                                                                            | Italiano                                                                                       | ?                                                                                              | ?                                                                                              |
| 20 | Primera B 1983                  | 34      | ?                                                                                              | Italiano                                                                                       | 1-1                                                                                            | Español                                                                                        | ?                                                                                              | ?                                                                                              |
| 21 | Primera B 1984                  | 17      | ?                                                                                              | Italiano                                                                                       | 1-3                                                                                            | Español                                                                                        | ?                                                                                              | ?                                                                                              |
| 22 | Primera B 1984                  | 38      | ?                                                                                              | Español                                                                                        | 1-0                                                                                            | Italiano                                                                                       | ?                                                                                              |                                                                                                |
| 23 | Primera División 1986/87        | 15      | Atlanta                                                                                        | Italiano                                                                                       | 0-1                                                                                            | Español                                                                                        |                                                                                                | ?                                                                                              |
| 24 | Primera División 1986/87        | 34      | Español                                                                                        | Español                                                                                        | 1-0                                                                                            | Italiano                                                                                       | ?                                                                                              |                                                                                                |
| 25 | Primera B Metropolitana 2000/01 | 8       | Almirante Brown                                                                                | Italiano                                                                                       | 3-3                                                                                            | Español                                                                                        | Gustavo Britos (p); Ignacio Distéfano; Marcelo Bruno                                           | Oscar Ayala; Gastón Stang (2)                                                                  |
| 26 | Primera B Metropolitana 2000/01 | 27      | Español                                                                                        | Español                                                                                        | 1-3                                                                                            | Italiano                                                                                       | Fernando Ruiz (p)                                                                              | Luis Sosa (p); Fernando Barros; Javier Ojeda                                                   |
| 27 | Primera B Metropolitana 2001/02 | 10      | Español                                                                                        | Español                                                                                        | 1-1                                                                                            | Italiano                                                                                       | José Pelanda                                                                                   | David Ramírez                                                                                  |
| 28 | Primera B Metropolitana 2001/02 | 31      | Estudiantes                                                                                    | Italiano                                                                                       | 3-6                                                                                            | Español                                                                                        | Julio Caldiero; Gustavo Britos; Daniel Montenegro                                              | Pablo López (2); José Pelanda; Hugo Smaldone; Carlos Luna; Claudio Huertas                     |
| 29 | Primera B Metropolitana 2003/04 | Ap. 17  | Estudiantes                                                                                    | Italiano                                                                                       | 1-2                                                                                            | Español                                                                                        | Mario Costas                                                                                   | Juan Rial; Martín Sandoval                                                                     |
| 30 | Primera B Metropolitana 2003/04 | Cl. 17  | Nueva Chicago                                                                                  | Español                                                                                        | 2-2                                                                                            | Italiano                                                                                       | Sebastián Penco; Víctor Insaurralde                                                            | Gustavo Britos; Mario Costas                                                                   |
| 31 | Primera B Metropolitana 2004/05 | Ap. 4   | Platense                                                                                       | Italiano                                                                                       | 2-0                                                                                            | Español                                                                                        | José L. Pelanda y Franco Romero                                                                |                                                                                                |
| 32 | Primera B Metropolitana 2004/05 | Cl. 4   | Nueva Chicago                                                                                  | Español                                                                                        | 0-1                                                                                            | Italiano                                                                                       |                                                                                                | José Pelanda                                                                                   |
| 33 | Primera B Metropolitana 2005/06 | Int. 4  | ?                                                                                              | Italiano                                                                                       | 1-1                                                                                            | Español                                                                                        | Carlos Serial                                                                                  | César Acosta (e/c)                                                                             |
| 34 | Primera B Metropolitana 2005/06 | Int. 15 | ?                                                                                              | Español                                                                                        | 2-0                                                                                            | Italiano                                                                                       | ?                                                                                              |                                                                                                |
| 35 | Primera B Metropolitana 2005/06 | 2F 4    | ?                                                                                              | Italiano                                                                                       | 0-3                                                                                            | Español                                                                                        |                                                                                                | ?                                                                                              |
| 36 | Primera B Metropolitana 2005/06 | 2F 8    | Argentinos Juniors                                                                             | Español                                                                                        | 2-5                                                                                            | Italiano                                                                                       | ?                                                                                              | ?                                                                                              |
| 37 | Primera B Metropolitana 2006/07 | Ap. 5   | Ferro Carril Oeste                                                                             | Español                                                                                        | 0-2                                                                                            | Italiano                                                                                       |                                                                                                | ?                                                                                              |
| 38 | Primera B Metropolitana 2006/07 | Cl. 5   | Italiano                                                                                       | Italiano                                                                                       | 1-0                                                                                            | Español                                                                                        | ?                                                                                              |                                                                                                |
| 39 | Primera B Metropolitana 2007/08 | 19      | Español                                                                                        | Español                                                                                        | 2-2                                                                                            | Italiano                                                                                       | ?                                                                                              | ?                                                                                              |
| 40 | Primera B Metropolitana 2007/08 | 40      | Italiano                                                                                       | Italiano                                                                                       | 0-0                                                                                            | Español                                                                                        |                                                                                                |                                                                                                |
| 41 | Primera B Metropolitana 2008/09 | 17      | Español                                                                                        | Español                                                                                        | 0-2                                                                                            | Italiano                                                                                       |                                                                                                | ?                                                                                              |
| 42 | Primera B Metropolitana 2008/09 | 38      | Italiano                                                                                       | Italiano                                                                                       | 1-0                                                                                            | Español                                                                                        | ?                                                                                              |                                                                                                |
| 43 | Primera B Metropolitana 2010/11 | 17      | Italiano                                                                                       | Italiano                                                                                       | 0-0                                                                                            | Español                                                                                        |                                                                                                |                                                                                                |
| 44 | Primera B Metropolitana 2010/11 | 38      | Español                                                                                        | Español                                                                                        | 0-0                                                                                            | Italiano                                                                                       |                                                                                                |                                                                                                |
| 45 | Primera C 2012/13               | 6       | Italiano                                                                                       | Italiano                                                                                       | 1-0                                                                                            | Español                                                                                        | Damián Zailo                                                                                   |                                                                                                |
| 46 | Primera C 2012/13               | 25      | Español                                                                                        | Español                                                                                        | 3-0                                                                                            | Italiano                                                                                       | Jorge Chiquilito; Franco Romero (2, 1p)                                                        |                                                                                                |
| 47 | Primera C 2013/14               | 6       | Español                                                                                        | Español                                                                                        | 1-1                                                                                            | Italiano                                                                                       | Milciades Arrúa                                                                                | Nicolás Kissner                                                                                |
| 48 | Primera C 2013/14               | 25      | Italiano                                                                                       | Italiano                                                                                       | 1-1                                                                                            | Español                                                                                        | Leonardo Martínez                                                                              | Paolo Frangipane                                                                               |
| 49 | Primera B Metropolitana 2015    | 18      | Italiano                                                                                       | Italiano                                                                                       | 1-1                                                                                            | Español                                                                                        | ?                                                                                              | ?                                                                                              |
| 50 | Primera B Metropolitana 2015    | 39      | Español                                                                                        | Español                                                                                        | 2-1                                                                                            | Italiano                                                                                       | ?                                                                                              | ?                                                                                              |
| 51 | Primera C 2019/20               | Ap. 10  | Español                                                                                        | Español                                                                                        | 0-0                                                                                            | Italiano                                                                                       |                                                                                                |                                                                                                |
| -  | Primera C 2019/20               | Cl. 10  | No hubo partido revancha debido a la cancelación del torneo a causa de la pandemia de covid-19 | No hubo partido revancha debido a la cancelación del torneo a causa de la pandemia de covid-19 | No hubo partido revancha debido a la cancelación del torneo a causa de la pandemia de covid-19 | No hubo partido revancha debido a la cancelación del torneo a causa de la pandemia de covid-19 | No hubo partido revancha debido a la cancelación del torneo a causa de la pandemia de covid-19 | No hubo partido revancha debido a la cancelación del torneo a causa de la pandemia de covid-19 |
| 52 | Primera C 2021                  | Ap. 2   | Español                                                                                        | Español                                                                                        | 2-1                                                                                            | Italiano                                                                                       | ?                                                                                              | ?                                                                                              |
| 53 | Primera C 2021                  | Cl. 2   | Italiano                                                                                       | Italiano                                                                                       | 0-1                                                                                            | Español                                                                                        |                                                                                                | ?                                                                                              |
| 54 | Primera C 2022                  | Ap. 17  | Italiano                                                                                       | Italiano                                                                                       | 1-0                                                                                            | Español                                                                                        | ?                                                                                              |                                                                                                |
| 55 | Primera C 2022                  | Cl. 17  | Español                                                                                        | Español                                                                                        | 1-0                                                                                            | Italiano                                                                                       | ?                                                                                              |                                                                                                |
| 56 | Primera C 2023                  | 15      | Español                                                                                        | Español                                                                                        | 1-0                                                                                            | Italiano                                                                                       | ?                                                                                              |                                                                                                |
| 57 | Primera C 2023                  | 34      | Italiano                                                                                       | Italiano                                                                                       | 2-0                                                                                            | Español                                                                                        | Javier Rossi; Valentín Robaldo                                                                 |                                                                                                |